# Сан Бартоломео Вал Каварня
Сан Бартоломѐо Ва̀л Кава̀рня (на италиански: San Bartolomeo Val Cavargna; на ломбардски: San Bòrtol, Сан Бортол) е село и община в Северна Италия, провинция Комо, регион Ломбардия. Разположено е на 875 m надморска височина. Населението на общината е 997 души (към 2017 г.).